# Irmãs Ursulinas de Maria Virgem Imaculada
As Irmãs Ursulinas de Maria Virgem Imaculada (oficialmente em italiano: Suore Orsoline di Maria Vergine Immacolata) são uma congregação religiosa católica feminina de vida apostólica e de direito pontifício. As religiosas deste instituto são conhecidas como Ursulinas de Gandino e acrescentam aos seus nomes a sigla U.M.V.I..

## História
O instituto foi fundado em Gandino, Bérgamo, Itália, em 3 de dezembro de 1818 pelo pároco Pe. Francisco della Madonna (1771-1846) junto com onze jovens de Bérgamo e de Milão. Atento às necessidades pastorais de sua paróquia, o fundador havia identificado a educação das mulheres como elemento fundamental para a reforma cristã da sociedade no contexto histórico complexo da restauração após as Guerras Napoleônicas.
Pe. Francisco considerava a educação das novas gerações uma missão eclesial importante, a qual requer uma vocação especial tanto quanto a dedicação completa da vida de alguém para Deus. Por este motivo, ele idealizou uma nova congregação religiosa de educadoras ursulinas, com uma vida comunitária e votos simples, fora do enclausuramento.
Em maio de 1820, o governo do Reino Lombardo-Vêneto aprovou a comunidade em Gandino como uma "casa para educação de mulheres", comprometida com a educação popular de 200 jovens da vila e de cerca de dez internas oriundas de Valle Seriana e Valle Cavallina. O projeto da fundação, todavia, fora alcançado apenas parcialmente, pois o grupo desejava tornar-se uma congregação religiosa. Após alguns contatos com a marquesa Madalena de Canossa, que havia fundado as Filhas da Caridade, Pe. Francisco e as professoras escolheram a regra de Santa Ângela Mérici, que já era seguida pelas ursulinas em Clusone suprimidas em 1810. De uma destas, Teresa Uccelli, Pe. Francisco tomou emprestado os textos mais importantes para dar ao novo intituto de Gandino a identidade carismática de Santa Ângela Mérici: a Regra e o Cerimonial da Companhia de Santa Úrsula de Brescia (1667); algumas biografias de Santa Ângela (1774, 1778); as Crônicas das Ursulinas na França (tradução de 1705), as quais interpretam as vidas de Santa Úrsula e Santa Ângela com sugestões educativas e caracterizam muitos perfis biográficos de algumas ursulinas que eram professoras.
A escola de Santa Úrsula em Gandino teve o apoio do bispo de Bérgamo, Dom Pietro Mola, em 1823, mas só foi erguida canonicamente depois, em 19 de julho de 1858, por Dom Pietro Luigi Speranza e chamadas de "Virgens Ursulinas... sob a proteção de Maria Virgem Imaculada". Durante os primeiros setenta anos, as comunidades se espalharam lentamente pela Diocese de Bérgamo. Depois da aprovação papal em 15 de agosto de 1909, a difusão do instituto teve início noutras regiões da Itália e em vários países, com o máximo de 110 comunidades e 700 irmãs.
Atualmente, as Ursulinas de Maria Virgem Imaculada são cerca de 400 espalhadas pela Itália, Polônia, Eritreia, Etiópia, Quênia, Argentina e Brasil. Elas vivem sua missão educativa nos contextos e modos culturualmente diversos, do jardim de infância até ao ensino secundário, nos colégios universitários, nas casas de família e nos orfanatos, nos centros de promoção da mulher, cooperando com a pastoral da paróquia e da diocese, especialmente na formação cristã de crianças, adolescentes e jovens. Estão presentes também em consultórios, pequenos hospitais, lares de idosos; nos países de missão visitam as aldeias para catequese e animação litúrgica, assistência aos doentes e pobres.

## Presença no Brasil
As Ursulinas chegaram ao Brasil, no dia 7 de novembro do 1995, a convite do arcebispo metropolitano de Olinda e Recife, Dom José Cardoso Sobrinho, para abraçar a missão de evangelização nas áreas canavieiras. As primeiras a chegarem no município de Primavera foram Ir. Albarosa Galbiati e Ir. Cherubina Ravanelli, em 3 de dezembro de 1995. Puseram-se a serviço das pessoas mais pobres e simples, atendendo as crianças, a juventude, os doentes e as famílias e visitando as comunidades dos engenhos das cidades da região.